# C/2018 Y1 (Iwamoto)
C/2018 Y1 (Iwamoto) — довгоперіодична комета, абсолютна величина якої разом з комою становить 12.2m

## Історія

Зображення, отримані інфрачервоним космічним телескопом NEOWISE 25 лютого 2019 року

Комета відкрита 18 грудня 2018 року. Була 12m на момент відкриття.